# Stadtbibliothek Salzburg
Die Stadtbibliothek Salzburg (als Wortmarke in der Schreibung Stadt:Bibliothek, bis 2006 Stadtbücherei Salzburg) ist die von der österreichischen Stadt Salzburg betriebene größte öffentliche Bibliothek im Land Salzburg.

## Geschichte
Die Stadtbibliothek ging aus der Bücherei des Volksbildungsvereins hervor und wurde als kommunale Bibliothek 1941 im Salzburger Schloss Mirabell eröffnet. Noch im Eröffnungsjahr wurde sie um eine Jugendbücherei ergänzt. 1961 übergab das Amerika-Haus einen Bücherbus an die Stadtbücherei, von dem derzeit die dritte Generation im Einsatz ist. 1993 wurde die Mediathek als eigene Zweigstelle eröffnet, die auch eine Musikabteilung umfasste.
2009 wurde eine neue Stadtbibliothek auf dem Gelände des ehemaligen Stadions in Lehen eröffnet. In dem städtebaulichen Projekt unter dem Namen Neue Mitte Lehen, das außerdem noch Geschäfte, einen Veranstaltungssaal, ein Seniorenzentrum und Wohnungen sowie einen Park und einen sogenannten Marktplatz beinhaltet, wurden die Hauptbibliothek, die Kinder- und Jugendbibliothek sowie die Mediathek in einem Gebäude zusammengeführt. Ziel war eine Verbesserung der Aufenthaltsqualität, zusätzliche Angebote (Recherche, Internet-Zugang) und eine kundenorientierte Präsentation der Medien (Informationsportale, Themenzusammenführung). Im Juli 2013 beschloss der Salzburger Gemeinderat die Eingliederung der über dem Gebäude in 32 Metern Höhe auskragenden Panoramabar als Lese-Lounge und Veranstaltungsort.

## Bestand und Angebot

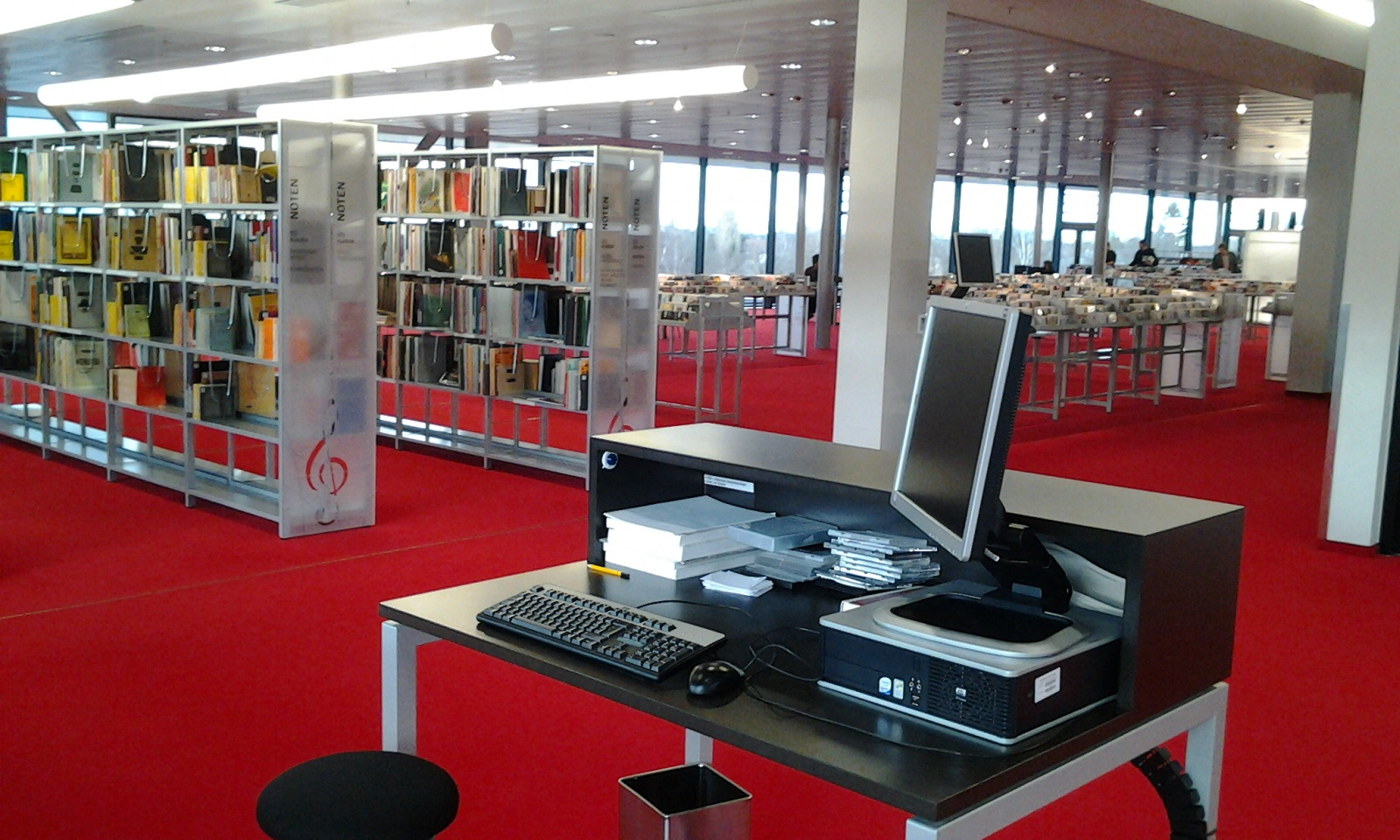
Abteilung Musikalienbestand (Mediathek)

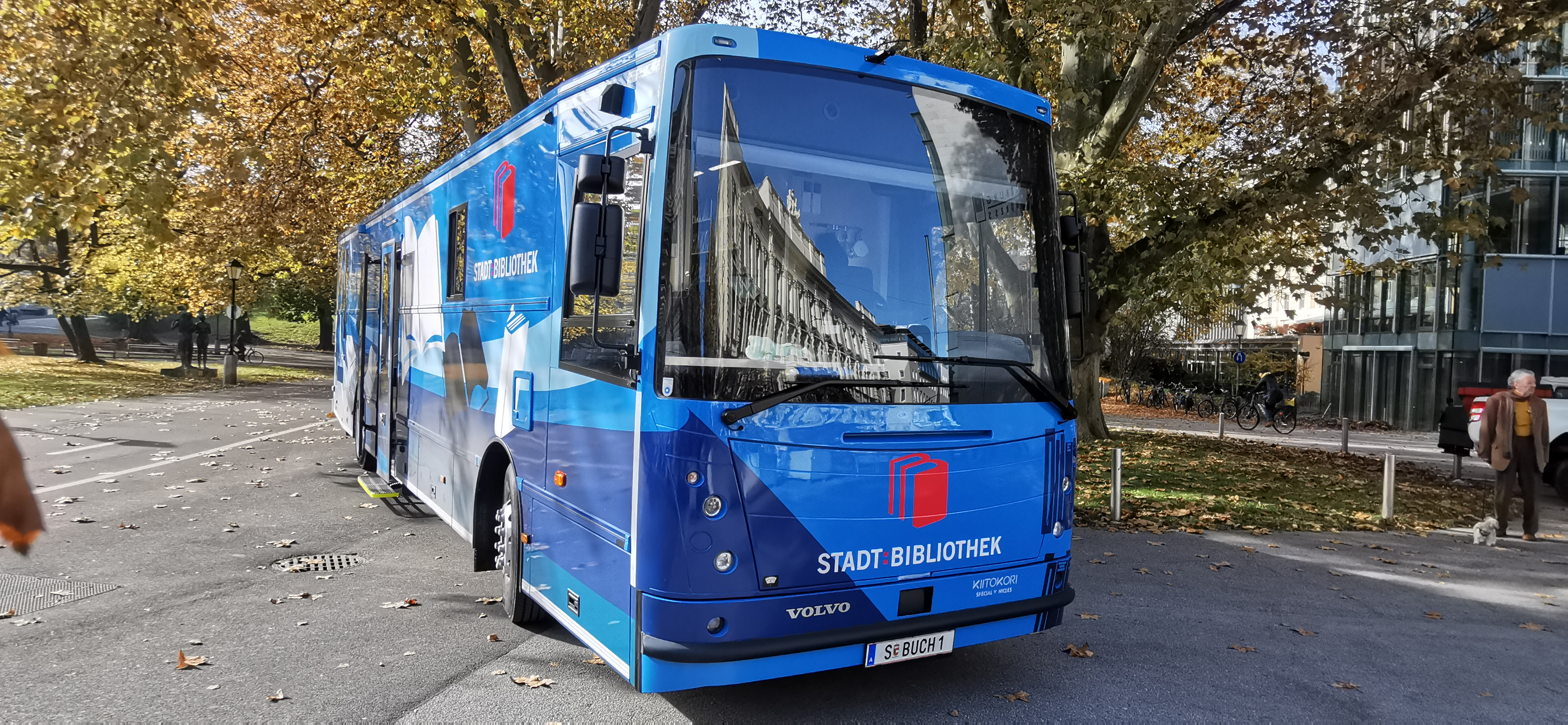
Bücherbus vor dem Congress in Salzburg

Der Bestand der Stadtbibliothek Salzburg beträgt zurzeit rund 180.000 Medien. Dazu zählen Bücher, Zeitschriften, Noten, Laser-Discs (CD-Video), CDs, DVDs, CD-ROMs, VHS-Videos und Kassetten. Im Jahr werden etwa 1,1 Millionen Entlehnungen (2010) gezählt. Die Zahl der regelmäßigen Bibliotheksnutzer liegt mit 22.000 Personen bei mehr als 15 % der Stadtbewohner und damit im österreichweiten Vergleich im Spitzenfeld.
Unmittelbar nach der Eröffnung der neuen Bibliothek wurde auch ein digitales Bibliotheksangebot zum Herunterladen von E-Books eingerichtet, das auf der Website der Bibliothek zugänglich ist. Des Weiteren besteht in dem der Bibliothek angeschlossenen Café Panoramabar die Möglichkeit eines kostenfreien Online-Zugangs zu über 2000 internationalen Tageszeitungen.
Die Stadtbibliothek Salzburg bietet außerdem kostenfreie literatur- und sprachbezogene Veranstaltungen wie Lesungen, Buchpräsentationen oder Deutsch-Konversationskurse für Migranten.
„MobiBook“ heißt der Bücherbus der Bibliothek. Er hat eine Länge von 13 Metern.